# Club Deportivo Atlético Baleares
Club Deportivo Atlético Baleares, SAD (Catalaans: Club Esportiu Atlètic Balears) is een Spaans voetbalteam gevestigd in Palma, Mallorca, in de autonome gemeenschap van de Balearen. De club is opgericht in 1920 en is momenteel actief in de Segunda Federación, de vierde categorie van het Spaanse voetbal. De thuiswedstrijden van Atlético Baleares worden gehouden in het Estadio Balear, in Palma, met een capaciteit van 6.000 zitplaatsen. Het eerste damesteam is actief in de Primera Federación, het tweede niveau, en ontvangt tegenstanders in Son Malferit. Daarnaast kent de club een tiental jeugdteams.
Atlético Baleares bereikte tot tweemaal toe de Segunda División, het tweede niveau, en speelde hier een totaalaantal van vier seizoen verspreid over de jaren vijftig en zestig. Daarnaast speelde de club 16 seizoenen in de inmiddels opgeheven Segunda División B, waarin drie titels werden veroverd, en nog eens drie seizoenen in de Primera Federación. De competitie waar Atlético Baleares het vaakst in aanwezig was is de Tercera División.
De wortels van Atlético Baleares liggen in de arbeidersklasse van Palma, waar de club al in de jaren twintig uitgroeide tot de belangrijkste rivaal van RCD Mallorca, het meest succesvolle team van Mallorca. Deze rivaliteit heet de derby van Palma en is nog steeds springlevend, ondanks het lage aantal onderlinge confrontaties tijdens de laatste decennia.

## Naam

### Ontwikkeling naam
- Baleares Football Club (1920-1940)
- Club de Fútbol Baleares (1940-1942)
- Club Deportivo Atlético-Baleares (1942-1943)
- Club Deportivo Atlético Baleares (1943-2012)
- Club Deportivo Atlético Baleares, SAD (2012-heden)

### Huidig gebruik
Sinds jaar en dag zijn er in de volksmond twee manieren om naar de club te verwijzen: Atlético Baleares, de volledige clubnaam, en Baleares, de clubnaam tot de fusie met Athletic FC in 1942. Het gebruik van de tweede naam kan verklaard worden aan de hand van een belangrijke nuance van de fusie tussen Baleares en Athletic: de identiteit van Baleares werd behouden, waardoor de fusie in de praktijk werd ervaren als een absorptie van Athletic door Baleares. Zo werd Atlético Baleares gezien als een voortzetting van Baleares, wat inmiddels alom geaccepteerd wordt.
Daarnaast is er een tweede nuance bij de keuze van de naam waarmee naar de club verwezen wordt. Mallorca is een tweetalig eiland, waar de lokale variant van het Catalaans de originele taal is en het Spaans de dominante taal is. Desondanks is het Catalaans de voertaal onder veel inwoners en de meest gebruikte taal onder de supporters van Atlético Baleares. In het Catalaans wordt naar de club verwezen als Atlètic Balears of alleen Balears, terwijl Atlético Baleares en Baleares de Spaanse benamingen zijn. De meest gebruikte naam onder de supporters is Atlètic Balears.

## Symbolen

### Clublied
De muziek en tekst van het clublied zijn gecomponeerd door Pere Cladera. Het lied was origineel in het Spaans, maar is in 1996 naar het Catalaans vertaald door Rafel Pericàs Ballester. Deze versie wordt nog steeds door de club gebruikt voor wedstrijden en bij officiële gelegenheden.
De tekst van het clublied is het volgende:
L’equip nostre s’anomena com les Illes, amb elles s’identifica i representa amb honor. Són els nostres els colors de la mar blava com també el de la llum clara de la nostra tradició. És aposta que els grans amb els infants junts suport els hi donam i tots plegats els animam. I així totes les grans gestes recordam per això plegats cantam. L’Atlètic és el més gran. Atlètic, Atlètic, oe, oe, oe. Atlètic, Atlètic, oe, oe, oe. És l’escut que portam damunt el cor allò que més ens motiva a lluitar pel més bo. Entre noltros no hi ha classes socials, l’amor a n’el Balears és l’única condició. Atlètic, Atlètic, oe, oe, oe. Atlètic, Atlètic, oe, oe, oe. Atlètic, Atlètic, oe, oe, oe. Atlètic, Atlètic, l’Atlètic és el millor!
Vertaling naar het Nederlands:
Onze team heet zoals de Eilanden; het identificeert zich ermee en vertegenwoordigt ze met eer. Onze kleuren zijn die van de blauwe zee en het klare licht van onze traditie. Er kan om gewed worden dat de grote mensen, samen met de kinderen, de spelers supporten en dat iedereen ze aanmoedigt. En zo herinneren we alle grote prestaties; daarom zingen we samen. Atlètic is de grootste. Atlètic, Atlètic, oé, oé, oé. Atlètic, Atlètic, oé, oé, oé. Het is het logo dat we op onze harten dragen dat ons het meest motiveert om voor het allerbeste te vechten. Tussen ons zijn geen sociale klassen; onze liefde voor Balears is onze enige voorwaarde. Atlètic, Atlètic, oé, oé, oé. Atlètic, Atlètic, oé, oé, oé. Atlètic, Atlètic, oé, oé, oé. Atlètic, Atlètic, Atlètic is de beste!

### Logo
Het logo dat sinds de fusie tussen Baleares FC en Athletic FC in 1942 wordt gebruikt is praktisch gezien hetzelfde gebleven en is alleen kleine esthetische veranderingen ondergaan om met de tijd mee te gaan. Ervoor gebruikte Atlético Baleares een compleet ander logo.
Het bovenste deel van de vorm van het logo is rond, met twee punten aan de zijkant. Het middelste deel gaat verticaal naar beneden en komt helemaal beneden samen in een punt. Tijdens de eerste decennia van het bestaan van het logo was de punt onderaan rond.
De binnenkant van het logo, dat zich onder een bruine bal bevindt, bestaat uit drie delen die horizontaal verdeeld kunnen worden:
- Het bovenste gedeelte bestaat uit een kasteel of fort, omringd door een blauwe zee, witte wolken en een blauwe lucht.
- Het middelste deel bestaat uit een witte achtergrond met daarop, in het zwart, de naam van de club.
- Het onderste deel bestaat uit drie verticale blauwe strepen op een witte achtergrond, een verwijzing naar de clubkleuren.

In de 21e eeuw zijn er verschillende versies van het logo met de clubnaam in het Catalaans gemaakt door supporters, maar deze zijn nooit erkend als officieel door de club.

### Tenue
Sinds de oprichting in 1920 gebruikt Atlético Baleares een tenue dat bestaat uit een shirt met witte en blauwe strepen, een witte broek en blauwe sokken. De kleuren verwijzen naar het logo van Isleña Marítima, het bedrijf waarvoor de oprichters van Mecánico FC, een van de clubs waaruit Atlético Baleares uit is ontstaan, werkten.

### Mascotte
De mascotte van Atlético Baleares is Ferreret, een Balearenpad die endemisch op Mallorca, vernoemd naar het Catalaanse woord voor de pad. De mascotte is ontworpen door de artiest Antoni Bibiloni Palmer, ook wel bekend als Bibi, in de jaren negentig. Tegenwoordig zijn de rechten van de mascotte in handen van de Stichting Atlético Baleares.
In 2009-10 verscheen een nieuwe versie van Ferreret, die daarna vaak aanwezig was bij thuiswedstrijden en officiële clubgelegenheden. Sinds 2020 is Ferreret niet meer vaak te zien.

## Geschiedenis
De geschiedenis van de club bestond jarenlang zonder enig naslagwerk. Dat is de reden waarom de oorsprong van de club vaak nog in 1942 wordt geplaatst, terwijl 1920 als oprichtingsjaar van Atlético Baleares de laatste tijd steeds bekender en uitgebreider accepteerd is geworden.

### De oorsprong (1920)

#### Mecánico FC
Op 3 april 1920 verscheen in de krant Última Hora een artikel over de oprichting van nieuwe voetbalteams in Palma, tot dan toe geschreven door fans uit de midden- en hogere sociale klasse. In de tekst viel de volgende zin op:
En los talleres de la Isleña tengo noticias que se hacen preparativos para formar un team (In de werkplaatsen van Isleña heb ik bericht dat voorbereidingen worden getroffen om een team te vormen).
Voor het eerst op Mallorca vormde een groep van arbeiders een voetbalteam, vooral bestaande uit werknemers van het bedrijf Isleña Marítima, hoewel marine-machinisten of stagairs van deze carrière ook deelnamen. Dit team nam de naam Mecánico FC aan, wat Mechanisch FC betekent.
Hun shirts namen de kleuren van het bedrijf over: drie verticale blauwe strepen op een witte achtergrond, geïnspireerd door de witte initialen IM op de blauwe achtergrond van de toenmalige vlag van Isleña Marítima. De broeken waren blauw: het resultaat van hun ingekorte werkoveralls. Hun eerste clubhuis bevond zich in het café Can Rasca (Carrer de Sant Miquel, 67, eerder 187, op de kruising met de Carrer dels Oms) in Palma. Het team had geen vast speelveld en speelde op een steiger in de haven van Palma, ongeveer waar de voormalige kantoren van de Isleña Marítima waren gevestigd.

#### Fundición Carbonell (of Mallorca FC)
In dezelfde krant viel een andere zin op:
En la fundición de los señores Carbonell se organiza otro once, que promete ser un terrible rival por la corpulencia de la gente obrera que se alista. (In de gieterij van de heren Carbonell is nog een team georganiseerd, wat een verschrikkelijke rivaal voor het merendeel van de werkende mensen die zich aanmelden belooft te worden)
Een team opgericht door arbeiders van de Fundición Carbonell, een klein metaalbewerkingsbedrijf in de stad. Het team droeg aanvankelijk dezelfde naam als het bedrijf en kwam later bekend te staan als Mallorca FC, zonder dat het team banden had met RCD Mallorca.
De teamkleuren bestonden uit een geheel wit tenue. Ze hadden hun clubhuis in het café Can Meca (Carrer del Arxiduc Lluís Salvador, op de kruising met de Avingudes) in Palma. Ze speelden hun wedstrijden Sa Síquia Reial (gelegen tussen de Avinguda del Comte de Sallent en de Carrer Blanquerna).

### Geboorte van Baleares FC (1920)
Op een gegeven moment verhuisde Mallorca FC naar het clubhuis van Mecánico FC. Door dezelfde sociale afkomst van de spelers en dezelfde hobby's bouwden ze al snel een band op en besloten ze zich te verenigen om een sterkere club te vormen. Zo werd op 14 november  of 20 november (afhankelijk van de bron) een oprichtingsvergadering gehouden die de fusie van Mecánico en Mallorca goedkeurde. De nieuwe club kwam bekend te staan als Baleares Football Club. De naam werd unaniem geaccepteerd door de aanwezigen, die het een regionale en vertegenwoordigende naam vonden.
Het clubhuis van de nieuwe club bleef in het café Can Rasca, dat tot dan toe van beide voorgaande clubs was geweest. Qua veld besloot Baleares om sa Síquia Reial te gebruiken. Wat het tenue betreft werden voor het wit-blauw-gestreepte shirt van Mecánico en de witte broek van Mallorca gekozen.
Het nieuwe team debuteerde op 21 november 1920 en won met 5-0 in de Tirador Velodroom van Veloz Sport Balear, op dat moment een van de sterkste teams van het eiland.

### De jaren 20 en 30. Groei en consolidatie
In 1921 speelde Baleares hun eerste grote toernooi: de Copa Ayuntamiento, georganiseerd door de gemeente Palma, en werd tweede achter RS Alfonso XIII FC (tegenwoordig bekend als Real Mallorca). Sindsdien was Baleares een vaste naam in de belangrijkste lokale competities en toernooien.
Al snel ontstond er een intense rivaliteit met RS Alfonso XIII FC, een team dat werd gevolgd en gesteund door de hogere sociale klassen, in tegenstelling tot Baleares, wiens oorsprong in de arbeidersklasse lag. Baleares behaalde goede resultaten, hoewel het telkens het een na sterkste team van het eiland zou zijn, aangezien Baleares werd overklast door de aartsrivaal of door CE Constància uit Inca. De rivaliteit tussen Baleares en RS Alfonso XIII FC is tot op de dag van vandaag nog springlevend, ondanks dat de clubs nu onder andere namen bekend staan, respectievelijk als Atlético Baleares en Real Mallorca.
Door de groei van de club werd in 1923 Son Canals, een groter stadion, geopend in de gelijknamige wijk. Ondertussen deed Baleares mee aan het Regionale Balearische Kampioenschap, eerst georganiseerd door de Catalaanse voetbalbond en van 1926 tot 1940 door de Balearische voetbalbond. Baleares behaalde vaak goede resultaten in de regionale competitie: ze werden negen keer tweede, elke keer achter RS Alfonso XIII FC of CE Constància. Bovendien won de club het kampioenschap van Mallorca in het seizoen 1927-28, hoewel de finale van het Balearische kampioenschap met 1-0 verloren ging tegen UE Maó, de kampioen van Menorca.
Een hoogtepunt uit een andere competitie was de overwinning in de President van de Republiek Beker, een toernooi tussen teams uit de hoogste divisie van het kampioenschap van Mallorca tijdens de seizoenen 1933-34, 1934-35 en 1935-36, met een trofee die uitgereikt werd door de toenmalige Republikeinse president Niceto Alcalá Zamora. Baleares won de tweede en derde editie van het toernooi en legde daarmee beslag op de beker. Daarnaast stond de club op het punt om deel te nemen aan de Volksolympiade in Barcelona die van 19 tot 26 juli 1936 gehouden zou worden, maar deze ging niet door vanwege het begin van de Spaanse Burgeroorlog.
In 1940 werd de naam Baleares Football Club veranderd in Club de Fútbol Baleares, in lijn met de nationalistische richtlijnen van het Franco-regime dat alle andere talen dan Spaans verbood, wat dus ook gold voor alle sportterminologie.
In 1940 werden ook de onafhankelijke regionale competities afgeschaft en werd het Balearische kampioenschap onderdeel van de lagere divisies in de Spaanse voetbalpiramide. Deze verandering, samen met andere factoren, zorgde voor de achteruitgang van Baleares en leidde bijna tot degradatie tot de Segunda Regional de Mallorca.

### Fusie met Athletic FC (1942)
In 1942 keurde de gemeenteraad van Palma een stadsuitbreiding goed, waardoor een andere voetbalclub uit de stad, CD Atlético (dat voor de gedwongen naamverandering nog Athletic FC heette), uit hun Sa Punta stadion moest vertrekken. De club had geen middelen om een nieuw stadion te bouwen en nam contact op met andere clubs uit Palma om een fusie te realiseren, de laatste mogelijkheid voor deze club om te overleven. Eerst namen de bestuursleden contact op met CD Mallorca, maar deze onderhandelingen liepen stuk omdat Atlético wilde dat de nieuwe club CD Atlético-Mallorca zou heten, terwijl CD Mallorca geen naamsverandering wilde. Vervolgens nam CD Atlético contact op met Baleares, waarmee wel een overeenkomst werd bereikt, die werd ondertekend op 27 mei 1942. In deze overeenkomst waren de volgende punten het belangrijkst:
- Wijziging van de naam Club de Fútbol Baleares naar Club Deportivo Atlético-Baleares.
- Behoud van de kleuren van Baleares (blauw en wit) zonder enige verandering in het ontwerp van de shirts.
- Behoud van het clubhuis en stadion van Baleares, beide gelegen in Son Canals.
- Garantie van gelijkheid van leden betreft de club van oorsprong en evenredige verdeling in de raad van bestuur.[31]

De overeenkomst was juridisch gezien een fusie, maar in de praktijk werd Atlético geabsorbeerd door Baleares. De achterban van Baleares was veel groter en de essentie van de afkomst uit de arbeidersklasse van Baleares woog zwaarder dan de middenklasse van Atlético. Ook erfde het nieuwe Atlético-Baleares de rivaliteit van Baleares met RCD Mallorca, ondanks dat Atlético een betere band had met RCD Mallorca. De naam CD Atlético werd uiteindelijk dus wel verwerkt in de naam van de nieuwe vereniging, maar de overige kenmerken (kleuren, stadion en logo) verdwenen. Pere Serra Cladera, toenmalig president van Baleares, werd gekozen als president van Atlético-Baleares en Francesc Riera Rigo, president van Atlético, vice-president.

### De jaren 40. Op naar de Tercera División
Het eerste seizoen van Atlético-Baleares was 1942-43, waarin het uitkwam in de hoogste regionale divisie. Atlético-Baleares werd tweede, achter CD Mallorca, en beide teams promoveerden naar de Tercera División. In de nieuwe categorie speelde de ploeg, inmiddels bekend als Atlético Baleares, tegen teams uit het Iberisch Schiereiland, wat logistieke en economische problemen veroorzaakte. Gedurende die jaren waren de resultaten teleurstellend, met uitzondering van de derde plaats behaald in de seizoenen 1945-46 en 1946-47.

### De jaren 50. Jaren van groei
In 1950-51 werd Atlético Baleares kampioen van de Tercera División. De ploeg speelde de play-offs om promotie, werd kampioen en promoveerde zo voor het eerst naar de Segunda División, het tweede niveau van het Spaanse voetbal. Atlético Baleares vertoefde twee seizoenen in deze divisie, waarna het terugkeerde naar de Tercera División in 1953. Op dit derde niveau presteerde het team bovenmaats: ze wonnen het kampioenschap in 1955-56 en streden om promotie in 1956, 1957 en 1958, maar zonder dat doel te behalen.
Atlético Baleares bloeide in de jaren vijftig ook op sociaal gebied op en besloot daarom een nieuw stadion te bouwen: het Son Canals was inmiddels te klein en de eigenaren van de grond dreigden de club eruit te zetten. In 1958 werden de plannen voor de bouw van een nieuw stadion goedgekeurd, waarna de bouw kon beginnen. Het Estadi Balear werd geopend op 8 mei 1960 met een wedstrijd tegen Birmingham City FC (2-0).

### De jaren 60. De gloriejaren
In 1960-61 kroonde Atlético Baleares zich tot kampioen van de Tercera División en keerden ze terug naar de Segunda División. De club nam deel aan de tweede divisie van 1961 tot 1963, waarna ze weer afdaalden naar de Tercera División. Ondanks de degradatie bleef Atlético Baleares sterk presteren op het derde niveau, aangezien ze consistent hoog eindigden en in 1964, 1965, 1966 en 1968 meestreden om promotie, maar zonder succes.

### De jaren 70. Institutionele en sportieve crisis
Sinds het einde van de jaren 60 verslechterde de economische situatie van de club en werden ook de resultaten geleidelijk minder, totdat Atlético Baleares in 1972-73 afdaalde naar de Regional Preferente en daar twee seizoenen speelde. Ze keerden terug naar de Tercera División in 1974-75, maar de resultaten bleven middelmatig.
In het seizoen 1977-78 werd de Segunda Division B, het nieuwe derde niveau, opgericht, waar Atlético Baleares zich voor plaatste. De club eindigde dat seizoen onderaan en degradeerde weer naar de Tercera División, waarin het opnieuw teleurstellende eindklasseringen behaalde. Deze degradatie en de achteruitgang die erop volgde leidden tot de afname in onderlinge confrontaties met RCD Mallorca. De laatste edities van de derby van Palma in de 20ste eeuw werden gespeeld in vriendschappelijke toernooien en eenmaal in de Copa del Rey.

### De jaren 80. Dalen en pieken
Teleurstellende resultaten van Atlético Baleares in de Tercera División (dat inmiddels het vierde niveau was geworden) leidden tot een nieuwe degradatie naar de amateurcompetitie Regional Preferente in het seizoen 1980-81. Sociaal en economisch gezien heerste er onrust in de club, waardoor Atlético Baleares twee seizoenen nodig had om terug te keren naar de Tercera División.
Na promotie naar deze divisie in 1983-84 slaagde Atlético Baleares erin om weer in het linkerrijtje te eindigen en weer mee te strijden om promotie naar Segunda División B in 1986, maar zonder succes. Echter zou een herstructurering van de Segunda División B, die werd uitgebreid van twee naar vier groepen, ervoor zorgen dat de club een jaar later alsnog promoveerde, na een afwezigheid van zeven jaar.
Het team speelde drie achtereenvolgende seizoenen in Segunda Division B: 1987-88, 1988-89 en 1989-90. Tijdens het seizoen 1988-89 was het team heel dicht bij het kampioenschap, wat directe promotie naar de Segunda División zou betekenen, maar een jaar later zakte het team weer af naar de Tercera División. Verder borrelden er nieuwe economische en institutionele problemen op, die samen met de slechte staat van het Estadi Balear en de lage opkomst bij wedstrijden, Atlético Baleares in een crisis bracht.

### De jaren 90. Bedrieglijke stabiliteit
Na de terugkeer naar de Tercera División in 1990 ging Atlético Baleares een bitterzoete dynamiek tegemoet die meer dan tien jaar zou duren. Aan de ene kant speelde de club altijd sterk in de competitie: tussen 1990 en 2002 eindigde Atlético Baleares zich telkens in de top vier (behalve in 1992-93) en bovendien kroonden ze zich viermaal tot kampioen, waarvan driemaal op rij (1998, 2000, 2001 en 2002).
Aan de andere kant liepen de play-offs om promotie naar de Segunda División B altijd slecht af. Atlético Baleares probeerde het in 1991, 1992, 1994, 1995, 1996, 1997, 1998, 1999, 2000, 2001 en 2002 (elf pogingen in twaalf seizoenen), maar zonder daadwerkelijk te promoveren. In die jaren ondervonden alle Balearische teams hetzelfde lot toen ze het opnamen tegen teams van het vaste land, omdat de Balearische groep van de Tercera División een lager niveau had in vergelijking met andere groepen, en Atlético Baleares was geen uitzondering. Dit ontmoedigde de spelers en fans en dat eiste uiteindelijk zijn tol.

### De jaren 2000 (I). Zinken en bijna verdwijnen
Na het spelen van de elf beruchte play-offs ging Atlético Baleares in alle opzichten achteruit. De institutionele stabiliteit verslechterde: de relaties tussen de club en Procampo, de gemeenschap van de mede-eigenaars van het Estadi Balear, verslechterden. Ook werden managers en spelers constant vervangen.
In 2002-03 en 2003-04 stelde Atlético Baleares teleur, maar in 2004-05 zakte de club in elkaar. De spelers ontvingen geen salaris en het team had soms zo'n smalle selectie dat er slechts elf spelers beschikbaar waren voor wedstrijden. De jeugdafdeling werd ook ontmanteld en vanwege interne spanningen verbood Procampo de club het gebruik van het Estadi Balear. Atlético Baleares moest uitwijken naar het nabijgelegen Germans Escales complex, een klein gemeentelijk stadion. De heersende interne chaos zorgde onvermijdelijk voor degradatie naar de Regional Preferente in datzelfde jaar. 2005 was een van de donkerste jaren in de clubgeschiedenis van Atlético Baleares, een jaar waarin het op het punt stond te verdwijnen.

### De jaren 2000 (II). Herstel op alle niveaus
Atlético Baleares overleefde de crisis, waarna de club weer opnieuw werd opgebouwd. Het team werd kampioen van de Regional Preferente in het seizoen 2005-06 en keerde terug naar de Tercera División. Aanvankelijk werd 2006-07 gezien als een jaar van consolidatie en transitie, maar Atlético Baleares presteerde goed en was dicht bij het spelen van de play-offs om promotie naar de Segunda División B.
Het doel van het seizoen 2007-08 was om te promoveren en zo geschiedde. Na het behalen van de eerste plek werden in de play-offs AD Universidad de Oviedo (1-1 in Oviedo en 2-1 in Palma) en SD Gernika Club (0-0 in Gernika en 2-0 in Palma) verslagen. Zo keerde Atlético Baleares na 18 jaar weer terug in Segunda División B. 
2008-09 was een mislukking en Atlético Baleares daalde af naar de Tercera División. Een seizoen later won het team het Tercera División-kampioenschap en kwalificeerde het zich voor de play-offs om promotie naar Segunda División B. Ze speelden tegen CD Tudelano, kampioen van de Navarrese groep van Tercera División, en wonnen de heenwedstrijd in het Estadi Balear (1-0). In de terugwedstrijd verloor Atlético Baleares in Tudela (2-1), maar dankzij de dubbele waarde van uitdoelpunten promoveerde de ploeg naar de Segunda División B.

### De jaren 2010 (I). Consolidatie in de competitie en conversie naar SAD
Bij terugkeer in Segunda División B in het seizoen 2010-11 verzekerde Atlético Baleares zich van lijfsbehoud. Echter lag de focus van het bestuur niet op de competitie, maar op het begin van de transformatie van de club naar een naamloze sportonderneming (SAD).
Op 5 mei 2011 keurde een buitengewone ledenvergadering met een zeer grote meerderheid de omzetting van de club in SAD goed, met het doel om de club op korte termijn te laten promoveren naar de Segunda División. Tijdens deze vergadering werd ook de aankoop van de grond voor een toekomstig trainingscomplex van de club aangekondigd, een project dat uiteindelijk nooit gerealiseerd werd. Het conversieproces in SAD ging wel door, dat zijn voltrekking bereikte op 27 september 2012 met de eerste algemene vergadering van aandeelhouders en de verkiezing van de eerste raad van bestuur.
Het seizoen 2011-12 stond in het teken van het bereiken van een plekje in de top vier om promotie te kunnen realiseren naar de Segunda División. Na een sterk jaar werd Atlético Baleares uitgeroepen tot een va de groepskampioen vande Segunda División B. Het team speelde de play-offs om promotie tegen CD Mirandés, maar ging faalde (1-0 in Miranda de Ebro en 1-2 in Palma) en moest in de verliezersronde instromen. Atlético Baleares moest het opnemen tegen CD Lugo, dat ook te sterk was (3-1 in Lugo en 0-0 in Palma), waarmee de club definitief was uitgeschakeld.
Voor het seizoen 2012-13 zorgden de eigenaren van Atlético Baleares opnieuw voor een grote economische impuls om promotie naar de Segunda División te bewerkstelligen, maar de ploeg speelde het hele seizoen in de middenmoot en handhaafde zich met moeite, waarna de grootaandeelhouders de club verlieten.
Het seizoen 2013-14 zag er hierdoor anders uit dan de voorgaande jaren. Er was namelijk opnieuw een institutionele crisis, wat het voortbestaan van de club vermoeilijkte en de technisch directeur dwong om een economisch bescheiden team te vormen. Het nieuwe doel van Atlético Baleares was handhaving. Echter presteerde de club goed en bereikte het bijna de play-offs.

### De jaren 2010 (II). Het Volckmann-tijdperk, de Copa RFEF en promotieambities
Na het vertrek van de grootaandeelhouders belandde Atlético Baleares in een institutionele en economische crisis die uiteindelijk leidde tot gerechtelijke tussenkomst. De situatie verslechterde en in april 2014 ging de club een faillissementsprocedure in. Op 5 mei werd de toekomst van de club besloten in een aandeelhoudersvergadering, waarin een raad van bestuur van vijf clubleden werd gekozen, die Atlético Baleares van ontbinding behoedden.
In juni 2014 kwam de club onder controle van Ingo Volckmann, een Berlijnse zakenman woonachtig op Mallorca, nadat hij 51% van alle clubaandelen had verworven. Dankzij zijn investeringen wendde de club eind oktober van hetzelfde jaar officieel het faillissement af. Sinds 2015 is de club economisch stabiel, in tegenstelling tot decennia hiervoor.
In 2014-15 en 2015-16, met de institutionele en financiële problemen opgelost, eindigde Atlético Baleares in de middenmoot van de Segunda División B. In dat laatste seizoen speelde de club sterk in een ander toernooi: de Copa RFEF, een toernooi dat gewonnen werd door Atlético Baleares. Na meerdere teams verslagen te hebben nam de club het op tegen CF Rayo Majadahonda in de finale en won (2-2 in Majadahonda en 1-0 in Palma). Zo behaalde Atlético Baleares hun eerste Spaanse titel ooit.
Het seizoen 2016-17 eindigde in plaatsing van Atlético Baleares voor de play-offs om promotie naar de Segunda División. In de eerste ronde won het team van CD Toledo (1-1 in Palma en 1-2 in Toledo), maar in de tweede ronde viel het doek tegen Albacete Balompié (1-1 in Palma en 2-1 in Albacete). In 2017 vonden ook verschillende evenementen plaats in het teken van 75 jaar sinds de fusie-absorptie van Baleares FC en Athletic FC. De hoofdact was een historische tentoonstelling in CaixaForum Palma met een verzameling van historische foto's, voorwerpen en trofeeën, evenals een hoop verwijzingen naar het ontstaan van de club in 1920.
In 2017-18 ontweek Atlético Baleares degradatie in de laatste speelronde. Dit seizoen stond echter in het teken van de terugkeer van de derby van Palma, aangezien RCD Mallorca weer terug was in de Segunda División B, waarna er na 38 jaar weer een derby in competitieverband zou worden afgewerkt, een gebeurtenis met internationale impact. De heenwedstrijd in Son Malferit eindigde in een gelijkspel (0-0) en in Son Moix won RCD Mallorca met 3-2.
In 2018-19 presteerde Atlético Baleares uitstekend en eindigde bovenaan. Het team speelde een finale om promotie naar de Segunda División tegen Racing de Santander, dat dankzij uitdoelpunten promoveerde (0-0 in El Sardinero en 1-1 in Son Malferit). In de tweede ronde versloeg Atlético Baleares UD Melilla (0–0 in Melilla en 1–0 in Palma) en verloor daarna in de laatste ronde van CD Mirandés (2-0 in Miranda de Ebro en 3-1 in Palma).
Het seizoen 2019-20 liep aanvankelijk zoals het vorige, maar na speelronde 28, waarin Atlético Baleares eerste stond, schortte de RFEF de competitie op vanwege de COVID-19 pandemie, eerst voor twee weken en daarna voor een onbepaalde tijd. Later kondigde de RFEF aan dat de reguliere competitie uitgespeeld zou worden en dat de play-offs om promotie versimpeld werden. Atlético Baleares behield de eerste plek en speelde de play-off-finale tegen FC Cartagena, een andere groepskampioen, waarin de winnaar direct zou promoveren naar de Segunda División. Er werd echter in de reguliere tijd en extra tijd niet gescoord, waarna Cartagena meer strafschoppen scoorde en zo promoveerde (0–0 en 4–3 na strafschoppen). Atlético Baleares speelde hierna de tweede ronde tegen UE Cornellà, maar werd opnieuw verslagen (0–1) en was definitief uitgeschakeld.

### De jaren 2020. Sportieve en institutionele crisis
In 2020 kondigde de RFEF een herstructurering van de Spaanse voetbalpyramide aan vanwege de gevolgen van de COVID-19 pandemie. De clubs uit de Segunda División B zouden in 2021 in nieuwe competities worden verdeeld aan de hand van hun eindklassering in 2020-21. De kampioenen zouden direct promoveren naar de Segunda División, terwijl de andere teams in twee nieuwe competities werden ingedeeld: de Primera Federación (derde niveau) en de Segunda Federación (vierde niveau). De teams die onderaan eindigden zouden degraderen naar de Tercera División (vijfde niveau), wat de Tercera Federación ging heten.
Atlético Baleares mikte op promotie, maar plaatste zich voor de Primera Federación en ging dus door op het derde niveau. Het seizoen erna, 2021-22, eindigde de club in de middenmoot.
Naast de reguliere competitie presteerde Atlético Baleares dat seizoen erg goed in de Copa del Rey. Na CD Calahorra verslagen te hebben (1-1, na penalties) schakelde Atlético Baleares twee teams uit de Primera División uit: Getafe CF (5-0) in de laatste 64 en Celta de Vigo (2-1) in de laatste 32. Hierna werd de club uitgeschakeld door Valencia CF (0-1). Dit is het verste wat Atlético Baleares ooit in de Copa del Rey gekomen is.
2022-23 werd gepland met een lager budget en met een zwakker team op papier. Hierdoor verslechterden de resultaten en stonden er gedurende het seizoen vier verschillende trainers voor het team. Op de laatste speeldag verzekerde Atlético Baleares zich van handhaving.
In 2023-24 zou Atlético Baleares weer met een lager budget spelen, waarna het team een zwaar seizoen doormaakte en de degradatiezone nooit verliet. Vijf speelrondes voor het eind van het seizoen degradeerde Atlético Baleares naar de Segunda Federación.
Parallel met de resultaten van het eerste team, die teleurstellend waren in vergelijking met de resultaten in de jaren 2010, ging Atlético Baleares op sociaal vlak achteruit, voornamelijk door de koele band tussen de supporters en het clubbestuur en het gebrek aan deelname van de supporters aan de operaties binnen de club. Dit is een veelvoorkomend gevolg van de conversie in SAD. Deze omstandigheden leidden tot een geleidelijke leegloop van het Estadi Balear.

## Seizoenen
- 4 seizoenen in de Segunda División
- 3 seizoenen in de Primera Federación
- 17 seizoenen in de Segunda División B/Segunda Federación
- 53 seizoenen in de Tercera División
- 8 seizoenen in de Regionale Divisies

## Huidig team
Bijgewerkt per 1 juni 2024.
| Nr. | Pos. | Land | Speler             |
| --- | ---- | ---- | ------------------ |
| 1   | DM   | ESP  | Ramón Vila         |
| 2   | V    | ESP  | Edu Campabadal     |
| 3   | V    | ESP  | David Forniés      |
| 4   | V    | ESP  | Álex Zalaya        |
| 5   | V    | ESP  | Josep Jaume        |
| 6   | M    | ESP  | Alberto Villapalos |
| 7   | A    | GAM  | Nuha Marong        |
| 8   | M    | ESP  | Toni Ramon         |
| 10  | M    | ESP  | Víctor Pastrana    |
| 12  | V    | ESP  | Raúl González      |
| 13  | DM   | ESP  | Jerónimo Lario     |
| 14  | V    | ESP  | David Navarro      |
| 15  | V    | ESP  | Juanra             |
| 16  | A    | ESP  | David Rodríguez    |
| 17  | A    | ESP  | Roberto Alarcón    |
| 19  | M    | ENG  | Armando Shashoua   |
| 20  | M    | ESP  | Pablo Muñoz        |
| 21  | M    | GHA  | Isaac Nana         |
| 22  | V    | GHA  | Félix Ofoli        |
| 23  | V    | ARG  | Leonel Ferroni     |
| 29  | A    | ESP  | Juan Piera         |
| 30  | A    | ESP  | David Ortega       |

## Notabele ex-spelers en coaches

### Notabele ex-spelers
- Florin Andone
- Roque Mesa
- Martín Mantovani
- Falik Mathi
- David Rodríguez
- Rubén Rochina

### Notabele coaches
- Manuel Cros Grau
- Gaspar Rubio
- Ignacio Martín Esperanza
- Gustavo Siviero
- Manix Mandiola

## Presidenten
- Bartomeu Llabrés Albertí (1920–22)
- Jaume Llabrés Morey (1922–23)
- Gabriel Viñas Morant (1923–24)
- Cristòfol Lliteras Tous (1924–25)
- Antoni Miquel Puig (1925–26)
- Josep Jordà Alós (1926)
- Jaume Guasp (1926–28)
- Jaume Perotti Trulls (1928–29)
- Lluís Fiol Alorda (1929–30)
- Jaume Perotti Trulls (1930)
- Antoni Estarellas (1930)
- Jaume Perotti Trulls (1930–31)
- Rafel Estarellas Perelló (1931)
- Josep Ensenyat Alemany (1931–33)
- Damià Adrover PIcornell (1933–36?)
- Joan Serra Mulet (1938?–40)
- Damià Adrover Picornell (1940)
- Pere Serra Cladera (1940–43)
- Josep Ramon Serra (1943–44)
- Francesc Tomàs Cañellas (1944–47)
- Josep Móra Grisol (1947–49)
- Josep Roses Rovira (1949–49)
- Antoni Castelló Salas (1949–52)
- Joan Roca Rubicós (1952–53)
- Gabriel Ferrer Homar (1953–54)
- Gabriel Genovart Riera (1954–58)
- Rafel Vaquer Julià (1958–59)
- Salvador Llopis Lorenzón (1959–60)
- Joan Blascos Serra (1960–62)
- Sebastià Grimalt Riera (1962–64)
- Antoni Mestres Moll (1964–65)
- Fernando Gómez Gómez (1965–66)
- Jaume Planas Ferrer (1966–69)
- Joan Morro Albertí (1969–70)
- Gabriel Genovart Riera (1970–71)
- Jeroni Petro Alemany (1971–72)
- Management commissie (1972–73)
- Antoni Mestres Moll (1973–74)
- Management commissie (1974)
- Jeroni Petro Alemany (1974–80)
- Modest Subirana Cobos (1980–81)
- Management commissie (1981)
- Joan Morro Albertí (1981–84)
- Andreu Amer (1984–85)
- Management commissie (1985)
- Damià Estelrich Dalmau (1985–86)
- Bartomeu Planisi Pons (1986–88)
- Ramón Galante Roig (1988–89)
- Management commissie (1989–93)
- Josep de la Torre (1993–96)
- Tomàs Cano Pascual (1996–98)
- Miguel Ángel Gómez (1998–2002)
- Josep Jurado (2002–03)
- Miguel Ángel Gómez (2003–05)
- Management commissie (2005)
- Damià Estelrich Dalmau (2005–07)
- Fernando Crespí Luque (2007–13)
- Daniel Fiol Lustenberger (2013–14)
- Fernando Crespí Luque (2014)
- Joan Palmer Llabrés (2014)
- Antoni Garau Bonnín (2014–15)
- Ingo Volckmann (2015–)

## Vrouwenteam
Het eerste vrouwenteam van Atlético Baleares komt uit in de Primera Federación, het tweede niveau in het Spaanse voetbal. Het team, dat het hoogstgeplaatste vrouwenteam van de Balearen is, speelt thuiswedstrijden in Son Malferit.
Atlético Baleares had al een vrouwenteam in 1984-85, maar dat team is na dat seizoen weer opgeheven. In 2018 werd de huidige vrouwensectie hersteld. Door de jaren heen zijn er steeds meer jeugdteams van meiden bijgekomen.

## Reserveteam en jeugdafdeling

### Reserveteam
Atlético Baleares heeft verschillende reserveteams door de jaren heen gekend. Van de jaren 20 tot de jaren 50 had de club zijn eigen reserveteam. In de jaren 60 had de ploeg een samenwerkingsverband met CE Sant Xavier, waardoor dat team het reserveteam van Atlético Baleares werd. Deze club had een geel tenue, wat lang de reden voor Atlético Baleares is geweest om een geel uittenue te dragen.
Tussen 1990 en 2000 had Atlético Baleares hun eigen reserveteam: Atlético Baleares B, dat in de amateurcompetities speelde.
In de 21e eeuw heeft Atlético Baleares verschillende samenwerkingsverbanden met andere clubs uit Mallorca die in de Tercera División uitkwamen gekend, eerst met CE Montuïri (2011) en later met CE Santanyí (2018). Dat laatste team was tot 2023-24 het reserveteam van Atlético Baleares.

### Jeudgafdeling
Atlético Baleares kent een brede jeugdafdeling met teams van alle leeftijden, waarvan sommige geregistreerd staan als CD Atlético Baleares en andere als Balears FC. Die laatste entiteit is gerelateerd aan en volledig geïntegreerd in de structuur van Atlético Baleares. De uitbreiding van de jeugdafdeling wordt gehinderd door het ontbreken van een sportcomplex.

## Veteranen
De Veteranen Voetballers van Atlético Baleares Vereniging (Associació de Futbolistes Veterans de l'Atlètic Balears) is gesticht op 14 mei 2014. Het team speelde hun eerste wedstrijd tegen de veteranen van FC Barcelona in het Estadi Balear (1-2) en hebben daarna meer wedstrijden gespeeld.

## Stadion
Het Estadi Balear is het thuisstadion van Atlético Baleares en ligt in het oosten van Palma. Het werd geopend in 1960 en werd in 2013 gesloten wegens slecht onderhoud. Het stadion werd heropend in 2019, heeft 6.000 zitplaatsen en heeft afmetingen van 102 × 67 meter. Het stadiononderhoud is nog steeds bezig.
Voorheen waren de stadions van de club de Tirador Velodroom (1920-21), Unión-Baleares (1921-23) en Son Canals (1923-60). Tijdens de sluiting van het Estadi Balear speelde het team in Magaluf (2013-14) en Son Malferit (2014-19).

## Prijzenkast

### Nationale toernooien
- Segunda División B
  - Winnaars (3): 2011–12, 2018–19, 2019–20
- Tercera División
  - Winnaars (11): 1950–51, 1955–56, 1960–61, 1964–65, 1967–68, 1997–98, 1999–2000, 2000–01, 2001–02, 2007–08, 2009–10
  - Tweede plaats (10): 1956–57, 1957–58, 1959–60, 1963–64, 1965–66, 1985–86, 1986–87, 1993–94, 1994–95, 1996–97
- Regional Preferente
  - Winnaars (3): 1974-1975, 1982-1983, 2005-2006
- Primera Regional
  - Tweede prijs (1): 1942-1943
- Copa Federación de España
  - Winnaars (1): 2015–16
- Copa Federación de España (regionale fase)
  - Winnaars (2): 2009–10, 2015–16
  - Tweede plaats (1): 2003-2004

### Regionale toernooien
- Regionaal Kampioenschap van de Balearen
  - Tweede plaats (1): 1927-1928
- Regionaal kampioenschap van Mallorca
  - Winnaars (1): 1927-1928
  - Tweede plaats (9): 1924-1925, 1925-1926, 1929-1930, 1931-1932, 1933-1934, 1934-1935, 1935-1936, 1936-1937, 1938-1939
- Copa Presidente de la República
  - Winnaars (2): 1935, 1936
- Liga Mallorca
  - Winnaars (2): 1939, 1943
  - Tweede plaats (1): 1936

### Andere toernooien
- Trofeu s'Agricultura
  - Winnaars (4): 2007, 2008, 2011, 2014
  - Tweede plaats (1): 2010
- Copa Uruguay
  - Winnaars (4): 1959, 1966, 1967, 1968
  - Tweede plaats (2): 1964, 1965
- Copa Ayuntamiento de Palma
  - Tweede plaats (1): 1921

### Vriendschappelijk toernooi
Sinds 1966 organiseert de club de Nicolau Brondo Trofee (Trofeu Nicolau Brondo), het oudste zomertoernooi op de Balearen. De gastheren hebben het toernooi 29 keer gewonnen. Het toernooi is vernoemd naar een clubwatcher en journalist die actief was tijdens de eerste helft van de twintigste eeuw.

## Rivaliteiten
De aartsrivaal van Atlético Baleares is RCD Mallorca, de grootste club uit Palma. De clubs ontmoeten elkaar in de derby van Palma.
De rivaliteit stamt uit 1920, toen Atlético Baleares (eerder nog Baleares FC genoemd) werd opgericht door mannen uit de lokale arbeidersklasse, terwijl RCD Mallorca (eerder RS Alfonso XIII FC genoemd) in 1916 werd gesticht door mannen met veel politieke en economische invloed. Sinds de ontwikkeling van Spanje in de jaren 80 is dit klassenverschil erg verwaterd en zijn beide clubs veel heterogener dan in het begin, maar het verschil in oorsprong is nog steeds duidelijk aanwezig in de identiteiten van beide teams.
De rivaliteit leeft sinds het bestaan van Atlético Baleares, ondanks dat beide teams jarenlang in verschillende divisies speelden. Sinds de jaren 60 en vooral vanaf de jaren 80 speelde RCD Mallorca vaak in de Primera División, een competitie die Atlético Baleares nooit bereikt heeft.

## Supportersgroepen en sociale dimensie
Peñas (Spaans) of penyes (Catalaans) zijn officiële supportersgroepen die support aan Atlético Baleares promoten, de supporters bijeenbrengen en sociale initiatieven gerelateerd aan de club organiseren. Sinds 1920 heeft Atlético Baleares altijd supportersgroepen gekend, die gevestigd waren in verschillende bars in Palma. De meest populaire supportersgroep in de 20e eeuw was Peña Pasaje, gelegen in de gelijknamige bar (Carrer del Sindicat, 57), actief van 1943 tot 1971, toen de bar sloot. Andere belangrijke supportersgroepen waren gevestigd in de Bar Avenida (in de Avingudes), Bar Vidal (Carrer d'Aragó, 89), Bar Gomila (Plaça de Pere Garau) en Bar Baleares (Carrer d'Aragó, 73). Ook waren er supportersgroepen in de buurten Santa Catalina en El Vivero.
In september 2024 had Atlético Baleares 2.060 clubleden.

### Supportersgroep Federatie
De Supportersgroep Federatie van Atlético Baleares (Federació de Penyes de l'Atlètic Balears, FPATB), opgericht in 2010, is de federatie die de meeste actieve supportersgroepen van Atlético Baleares verenigt. De organisatie functioneert compleet onafhankelijk van de club. Hun belangrijkste doelen zijn de volgende:
- Coördineren van de activiteiten van de verschillende supportersgroepen.
- Verdedigen van de interesses van de supportersgroepen en fans.
- Uitwisselen van informatie over verschillende activiteiten.
- Opbouwen van banden tussen de supportersgroepen en andere gerelateerde organisaties.
- Organiseren en deelnemen aan culturele, sportieve en recreatieve activiteiten.
- Plannen van de support tijdens de thuis- en uitwedstrijden.

Kortom, de federatie probeert om zowel verschillende club-gerelateerde activiteiten te promoten, coördineren en behouden als supporters en supportersgroepen te helpen met wat ze nodig hebben.

### Supportersgroepen
Atlético Baleares heeft 16 officiële supportersgroepen, waarvan 10 onderdeel uitmaken van de FPATB. Over het algemeen kunnen de supportersgroepen worden onderverdeeld in drie groepen: de supportersgroepen uit Palma, Part Forana (de rest van Mallorca) en buiten het eiland.

#### Supportersgroepen uit Palma
- Penya Balearica Marga Fullana
- Penya Balearica Tolo Capellà
- Penya Blanc-i-blava ATB 1942
- Penya blanc-i-blava Blanquerna 65 (gaat later Penya Blanc-i-blava Bernat Vallori heten)
- Penya Fanàtiks
- Penya Jogo Bonito
- Penya Komuna Balearika
- Penya Los Tigres
- Penya Peter

#### Supportersgroepen uit andere delen van Mallorca
- Penya Balearica de Cardiff (Santa Ponça)
- Penya Balearica de Llucmajor (Llucmajor)
- Penya Balearica Es Pla (Sencelles)
- Penya Balearica d'Artà - Xavi Ginard (Artà)
- Penya Blanc-i-blava de Llevant (Manacor)

#### Supportersgroepen buiten Mallorca
- Peña Balearicos de Corazón (Cartagena)
- Penya Ferreret (Logroño)

## Stichting Atlético Baleares
De Stichting Atlético Baleares (Fundació Atlètic Balears) is een non-profit organisatie gerelateerd aan de club, opgericht in 2007. Enkele jaren eerder waren er al pogingen gedaan om een soortgelijke stichting te creëeren, maar dit gebeurde pas in 2007. Sindsdien is de organisatie relatief inactief gebleven. De meest zichtbare en consistente activiteit is het jaarlijkse bezoek aan de zieke kinderen in het Son Llàtzer Ziekenhuis in Palma elke Kerstmis.
In 2017 is de stichting geabsorbeerd door de club en Ingo Volckmann, de eigenaar van de club, werd de president van de stichting. De stichting bemachtigde de rechten over het Estadi Balear, waardoor de club met de heropbouw van het stadion kon beginnen.